# Glypta schneideri
Glypta schneideri är en stekelart som beskrevs av Krieger 1897. Glypta schneideri ingår i släktet Glypta och familjen brokparasitsteklar. Arten är reproducerande i Sverige. Inga underarter finns listade i Catalogue of Life.